# Parque Lineal del Manzanares
El Parque Lineal del Manzanares es un espacio natural vertebrado por el río Manzanares desde su cruce con la M-30 hasta su desembocadura en el río Jarama. Aunque urbanizado en una mínima parte al norte (parque de Ricardo Bofill) es hoy en día un depósito arqueológico y natural de la Comunidad de Madrid.

## Descripción
El Parque Lineal consta de tres grandes tramos. El Tramo 1 se encuentra urbanizado y mantenido por el Ayuntamiento de Madrid. En él se extiende un gran parque urbano además de varias instalaciones de ocio y deportivas, entre las que destacan "La Caja Mágica". Este tramo va desde el Nudo Sur de la M-30 hasta el Nudo Supersur de la M-40, y se reparte entre los distritos de Usera y Puente de Vallecas.
Tras éste, comienza el Tramo 2, sin urbanizar y con un gran valor histórico, ecológico y cultural. Comienza junto al nudo supersur, justo dónde acaba el tramo I, y se extiende hasta el límite del municipio de Madrid, repartiéndose entre los distritos de Villaverde y Villa de Vallecas. Tiene una extensión de unas 250 hectáreas, ocupadas en parte por huertos y tierras de cultivo.

El Tramo 2 enlaza por el sur con el Parque Regional del Sureste, en el límite mismo de Perales del Río, prolongándose hasta la desembocadura del río Manzanares en el río Jarama. Es el Tramo del Parque Regional o Tramo 3. El espacio medioambiental del río Manzanares continúa así, de manera constante e indivisible, fuera del municipio de Madrid para pasar a depender del Gobierno de la Comunidad de Madrid. El paisaje de esta sección del Parque Lineal no es más que una prolongación del Tramo 2, del propio río, de su ecosistema y de su historia. Aunque es una prolongación, se pueden observar las pocas inversiones que se han hecho en este tramo en comparación con los anteriores, haciendo casi imposible el tránsito 

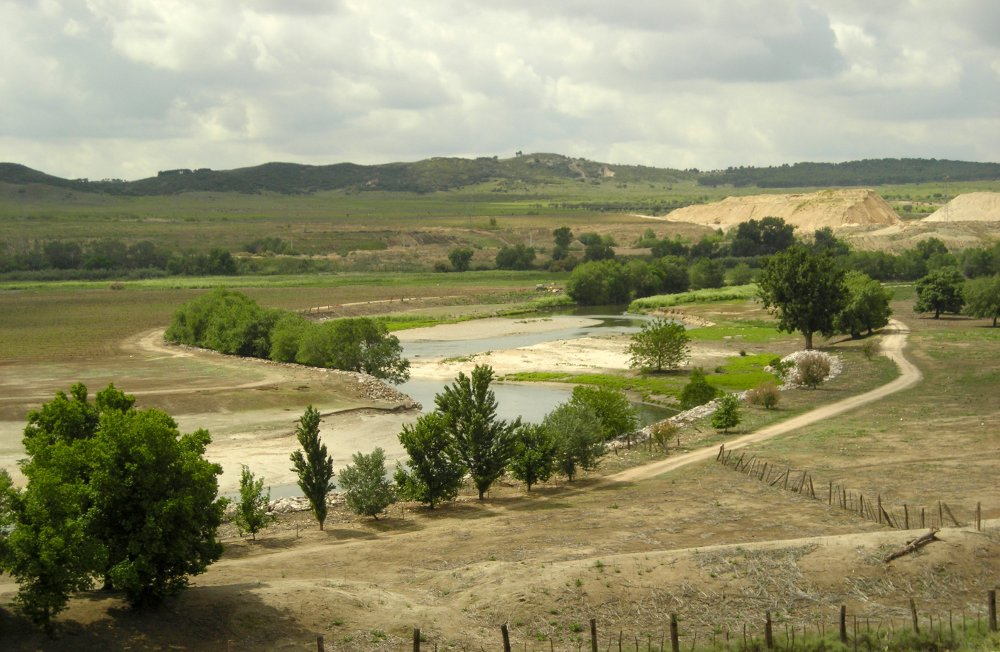
Tramo del Parque Lineal en el Parque Regional o Tramo 3

El término "Parque Lineal" no se utiliza oficialmente, y es la denominación informal de los tres espacios descritos en las líneas anteriores: Tramo 1, Tramo 2 y Tramo del Parque Regional. En él se conservan restos históricos y geopaleontológicos, estos últimos dentro de las Terrazas del Manzanares.

## Historia

### Carpetanos
Justo en el límite del Parque Lineal del Manzanares se encuentra el Cerro de la Gavia, propiedad de Adif, el cual goza de protección arqueológica, ya que, sobre él, se conservan los restos de uno de los poblados carpetanos más importantes de la Comunidad de Madrid, el Poblado de La Gavia.
Los carpetanos se asentaron en el parque entre el siglo III a. C. y el siglo III d. C. Tantos años de asentamiento hicieron que los restos que hoy podemos encontrar sean abundantes, conservándose el 70% de la estructura del poblado.

### Romanos
En el Parque se encontraron varios yacimientos romanos. El más importante de Villaverde, se encontraba en un lugar conocido como el Arenero del Ventorro del Tío Blas. José Pérez de Barradas fue el encargado de la investigación de este yacimiento, conocido como la Villa Romana de Villaverde.
En ella se han encontrado restos de muros y pavimentos, así como algunos trozos de mosaico, además de diversos objetos de bronce, monedas, cerámica y metales. Uno de los descubrimientos más destacables fue la cabeza de una estatua de alabastro, la cabeza de Sileno.
Otro importante yacimiento se encontró en el Arenero de Martín, situado cerca del río Manzanares. En él se encontraron seis sepulturas, posiblemente romanas. La mejor conservada contenía un esqueleto juvenil que se cree que era de una mujer en posición de decúbito supino.
Los objetos encontrados, así como parte del mosáico, fueron trasladados durante las excavaciones, por lo que hoy no se puede encontrar ningún vestigio de la villa romana de Villaverde en su enclave original.

### Borbones
En el Parque podemos encontrar restos de la época de los Borbones, quienes pretendían hacer navegable el río Manzanares. Para ello se construyó un canal paralelo al río el cual, partiendo del Puente de Toledo extrajera sus aguas de aquel y, mediante esclusas, permitiera la navegación de pequeñas barcazas hasta la localidad de Rivas. Este canal es el Real Canal del Manzanares.
Otros vestigios que aún se conservan de la época son la Casa de la Cuarta Esclusa y el Molino de Cartón. La primera, que todavía hoy sigue en pie, era el edificio de los trabajadores de la cuarta esclusa del Real Canal del Manzanares. Otro pasado, mucho más reciente, es el de cuartel de las tropas del Comandante del Ejército Popular de la República Española, Enrique Líster.
El interior de la estancia principal de la casa no ha sufrido grandes variaciones en los últimos siglos. Hoy los abrevaderos del ganado y de las mulas que tiraban de las barcazas del Canal son de obra; los originales de madera fueron usados por las tropas republicanas para calentarse en invierno durante la Guerra Civil. La chimenea con horno de pan situada en las cercanías dio de comer a la Corte de Fernando VII y al propio Borbón.
Se cree que Luis Candelas también visitó la Casa de la Cuarta Esclusa transformada en prostíbulo nocturno por el Borbón.

### Guerra Civil Española
Desde finales de 1936, en plena batalla de Madrid, hasta el final de la Guerra en 1939, el tramo del río Manzanares que discurre por el Parque hizo de foso natural de contención para el avance de las tropas sublevadas del General Franco, situándose en su entorno la línea de la defensa republicana. Desde Vallecas y VillaVerde hasta Rivas-Vaciamadrid se excavaron kilómetros de trincheras y diversas posiciones defensivas que en algunos casos fueron el escenario de violentos combates en la margen derecha del río.
Actualmente se pueden encontrar en el Parque bastantes restos materiales de aquella época, incluyendo trincheras y puestos de mando que se conservan casi intactos.

### Actualidad
Es un hecho incontestable la fuerte degeneración del entorno del Parque Lineal en los últimos treinta años. Desde infraestructuras mal integradas, hasta vertederos ilegales y usos incontrolados de este vasto y frágil espacio natural e histórico.
Esa degeneración ha sido usada por las administraciones para ofrecer alternativas en forma de otros usos ciudadanos que podrían acabar con este espacio tal y como es conocido, por su controvertida sostenibilidad económica y medioambiental.
El presente del Parque Lineal del Manzanares se debate así entre posturas que fomentan la construcción en él de grandes infraestructuras de suministro o de ocio, reconvirtiéndolo o haciéndolo desaparecer, frente a otras conservacionistas, tendentes a integrar sus realidades y potencialidades medioambientales, arqueológicas e históricas. La degradación es usada entonces por todos como argumento justificativo de la postura defendida.

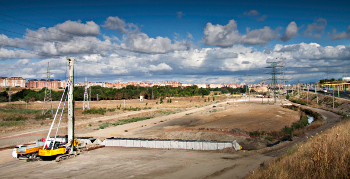
Obras LAV Levante en el PL

En la actualidad, tras la construcción en los terrenos del Parque Lineal del Manzanares (Tramo 2) el tren de Alta Velocidad a Levante en su conexión Atocha-Torrejón de Velasco el impacto medioambiental, paisajístico y hacia el Patrimonio histórico del Parque ha sido de gran importancia y condicionará cualquier intento posterior de puesta en valor de dicho Patrimonio.
También de enorme impacto será el canal de remo olímpico de Getafe que el Ayuntamiento de Madrid tiene previsto instalar sin fecha determinada en el Tramo 2 del Parque Lineal. En este caso más de un millón de metros cuadrados ocuparán la vega del Manzanares en un espacio insuficiente que hará necesario desviar el curso del río, eliminando los actuales biotopos, restos arqueológicos y en definitiva simplificando un entorno vivo de grandes posibilidades que hará imposible su recuperación histórica y medioambiental.
También de gran interés es la obra que el Ayuntamiento de Madrid ejecuta en la conexión del Tramo 1 del Parque Lineal con el proyecto Madrid Río. Se trata de una pasarela peatonal y ciclista que unirá terrenos antes separados por la autopista de circunvalación de Madrid M-30 y que dará una nueva dimensión a los terrenos más cercanos del Parque Lineal del Manzanares a la capital madrileña.
El tramo 3 necesita una rehabilitación urgente. Los tramos 1 y 2 están acondicionados para bicis y viandantes, pero este último que se extiende hasta Rivas-Vaciamadrid está en estado de degradación, incluso invadido por arroyos que hacen casi imposible el tránsito en bicicleta o andando.